# هماستر (شركة)
شركة هماستر (بالإنجليزية: Hamster Corporation)‏، هي شركة يابانية، لإعادة نشر ألعاب الأركيد القديمة والمرخصة من شركات أخرى مثل كونامي وغيره، أسست سنة 1999، وتقع مقرها في بلدة سيتاغايا التابعة لبلدية طوكيو عاصمة اليابان., UPL's video games in May 2016.

## الموقع الخارجي
- الموقع الرسمي
 (الإنكليزية)